# Tomáš Sedláček (fotbalista)
Tomáš Sedláček (* 29. srpna 1980) je český fotbalový útočník, který momentálně hraje ČFL v dresu SK Převýšov.
V současné době je bez angažmá. Před tím působil v SK Dynamo České Budějovice a v FK Mladá Boleslav. V jeho životopise je pozoruhodné, že v mládežnických kategoriích nehrál na špičkové úrovni, Boleslav si ho coby 19letého vyhlédla v amatérské středočeské soutěži, 1.A třídě, kterou hrál za nedaleké Rožďalovice. V o 4 třídy vyšší soutěži se rychle adaptoval a po krátkých hostováních v Čáslavi a Kolíně se stal hráčem základní sestavy. V první lize poprvé nastoupil 9. srpna 2004 v zápase FK Mladá Boleslav – Jablonec 1:0, který byl zároveň boleslavskou historickou premiérou v nejvyšší soutěži. S Mladou Boleslaví dokázal v sezóně 2006/07 obsadit 2. místo v české lize a vybojovat si tak účast v kvalifikaci do Ligy mistrů, nicméně se musel spokojit s účastí v poháru UEFA. V 1. kole poháru UEFA proti Olympique Marseille vstřelil rozhodující gól. V sezóně 2007/08 v 1. kole poháru UEFA znovu vstřelil rozhodující gól, tentokrát proti týmu Palerma, kde navíc proměnil rozhodující pokutový kop. V Českých Budějovicích se v sezóně 2008/09 stal s devíti góly nejlepším střelcem mužstva.